# 佐藤淳 (サッカー指導者)
佐藤 淳（さとう じゅん、1982年5月23日 - ）は、大阪府出身のサッカー指導者。

## 来歴
豊中市立新田南小学校の時に吹田千里FCでサッカーを始め、大阪セントラルFCジュニアユース、大阪府立刀根山高等学校を経て、立命館大学に進学。大学卒業後は一般企業に就職したがサッカーに関わる仕事に携わる為、24歳の時に平成医療学園専門学校に入学。朝はアルバイト、夕方は少年サッカーのコーチ、そして夜は学業という毎日を送った。
専門学校卒業後の2011年、ガンバ大阪ジュニアユースのトレーナーに就任。その後2018年までG大阪各部門に携わり、2016年にはトップチームのフィジカルトレーナーも務めた。
2019年、大分トリニータのフィジカルコーチに就任。

## 学歴
- 大阪府立刀根山高等学校
- 立命館大学
- 平成医療学園専門学校

## 指導歴
- 2011年 - 2018年 ガンバ大阪
  - 2011年 ジュニアユーストレーナー
  - 2012年 - 2015年 ユーストレーナー
  - 2016年 フィジカルトレーナー
  - 2017年 ユースフィジカルコーチ
  - 2018年 ジュニアコーチ兼コンディショニングアドバイザー
- 2019年 - 2023年 大分トリニータ フィジカルコーチ
- 2024年 - ファジアーノ岡山FC フィジカルコーチ